# 圣文森特和格林纳丁斯历史
圣文森特和格林纳丁斯的历史包含该国及其前身在前殖民时代的情况、作为殖民地的发展、走向独立的过程和其他有关历史事件。

## 前殖民时代
在16世纪欧洲人到来之前，各个印第安人曾经在圣文森特和格林纳丁斯居住过。包括西波内人、阿拉瓦克人和加勒比人。在殖民者到来之前，原住民称呼这座岛屿为“优洛明”。在1502年哥伦布第四此航行路过此地之前，取代阿拉瓦克人的加勒比人已经居住了好几个世纪。

## 早期欧洲人的接触
哥伦布和美洲征服者很大程度上忽视了圣文森特和格林纳丁斯的这些小岛，将关注的重点放置于中美洲和南美洲的黄金和白银。1511年，西班牙人在圣文森特岛登陆尝试捕捉奴隶并将加勒比人驱逐到崎岖的内陆地区，但是西班牙人并没有尝试在此建立殖民点。
岛上的加勒比人对欧洲人的定居所进行的激烈抵抗一直到18世纪。一些非洲奴隶，无论是作为海难幸存者漂流至此还是从诸如圣卢西亚和格拉纳达等地逃亡至此的，都在圣文森特和格林纳丁斯寻求庇护。这些黑人和加勒比人通婚从而形成“黑加勒比”人，这些人如今被称为加里夫纳人。

## 殖民时代
法国与荷兰的殖民者曾多次尝试殖民此地但均不成功。1719年，法国在圣文森特的背风位置建立了一个殖民点。通过非洲奴隶的劳作，法国殖民者种植了咖啡、烟草、靛青、玉米和糖。七年战争时期，英国人攻占了该岛屿，并在1763年巴黎条约中被正式割让给英国。英国人在圣文森特建立了夏洛特要塞以及一系列种植园。

### 第一次加勒比战争
本地的黑加勒比人非常不欢迎英国人。这导致了1772年第一次加勒比战争的爆发。在这场战争中，由于英国军队对岛屿地形不甚熟悉，战线难以推进。

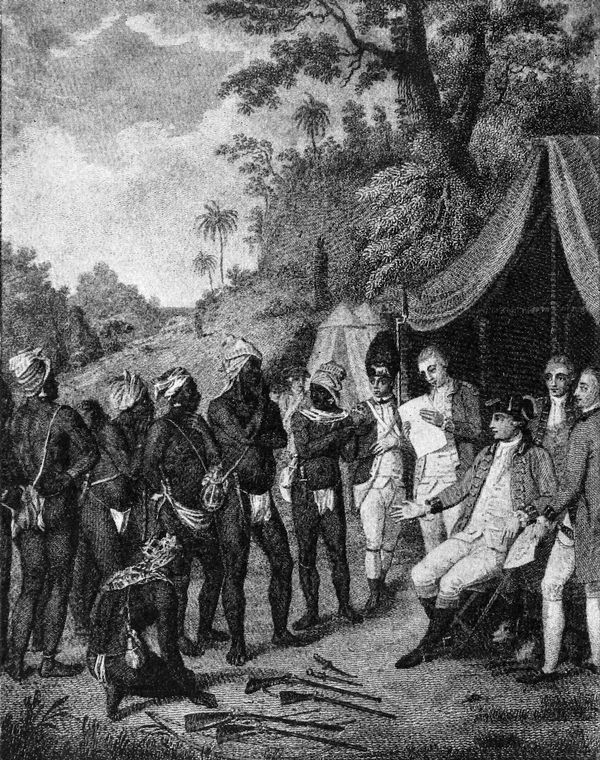
一幅描述英军与1773年同黑加勒比人议和场景的插画

1773年，英国同黑加勒比人议和。虽然在1779年法国军队占据了圣文森特，但根据1783年的凡尔赛条约，英国重新得到此地。

### 第二次加勒比战争
英国殖民者同黑加勒比人之间艰难的和平导致了1795年第二次加勒比战争的爆发。在来自马提尼克岛的法国人维克托·休斯的指挥下黑加勒比人一度占据了除首府金斯顿外的整个圣文森特，而英国数次尝试击穿黑加勒比战线的行动均由于军中的瘟疫、部队之间的配合问题和由法国支持的黑加勒比防线而被挫败。最终，英国指挥官拉尔夫·亚伯克隆比于1797年彻底镇压了黑加勒比人，并将数以千计的黑加勒比人流放至洪都拉斯外海的罗阿坦岛。
1812年，苏弗里耶尔火山喷发，造成了可观的破坏。

### 英属向风群岛
1833年，英属向风群岛成立，圣文森特和格林纳丁斯被并入该殖民领。
1834年，英国废除了奴隶制。该项举措让前奴隶和种植园主们在社会上有更高的议价能力。在19世纪60到90年代，大量来自马德拉群岛的葡萄牙移民于19世纪40年代和印度移民于抵达圣文森特，填补了本地劳动力市场的空缺。
1877年，圣文森特建立皇冠殖民地。
1887年，尼日利亚的一位酋长奥珀波的雅雅因绕过皇家尼日尔公司向利物浦运输棕榈油而被流放至此。
19世纪末，国际糖价大幅下跌，导致依赖蔗糖出口的圣文森特经济大幅衰落，而1899年的飓风和1902年的苏弗里耶尔火山再次爆发让这个农业国家的经济状况雪上加霜。

## 走向独立
1925年，圣文森特建立了自治的立法议会，但直到1951年国家才实现全民选举权。
圣文森特和格林纳丁斯作为英属向风群岛的一部分于1958年加入了西印度联邦，但该联邦由于种种问题于1962年解体。解体后圣文森特和格林纳丁斯重新由英国统治。
1969年10月27日，圣文森特被赋予协作国家状态，它取得完全管理内部事务的权力。在1979年公投后，圣文森特于1979年10月27日独立，是为向风群岛最后一个取得独立的国家。在独立后不久，圣文森特宣布其官方国名为圣文森特与格林纳丁斯。在独立后，该国采用君主立宪制制度，尊伊丽莎白二世为其女王，且是英联邦的一部分。

## 文献索引
1. ↑   "Yurumein (Homeland): A Documentary on Caribs in St. Vincent"
2. ↑  Rogozinski, January 2000. A Brief History of the Caribbean: From the Arawak and Carib to the Present. Plume, New York, New York.
3. ↑  Crawford, MH; Gonzalez, NL; Schanfield, MS; Dykes, DD; Skradski, K; Polesky, HF (February 1981). "The Black Caribs (Garifuna) of Livingston, Guatemala: Genetic Markers and Admixture Estimates". Human Biology. 53 (1): 87–103. JSTOR 41464596. PMID 7239494
4. 1 2 3 4 5 6 7 8  David Lawrence Niddrie, Richard Tolson, Adrian Fraser (21 October 2019). "Saint Vincent and the Grenadines". Encyclopædia Britannica. Retrieved 7 July 2019.
5. ↑  Marshall, Bernard (December 1973). "The Black Caribs — Native Resistance to British Penetration Into the Windward Side of St. Vincent 1763-1773". Caribbean Quarterly (Vol. 19, Number 4). JSTOR 23050239.
6. ↑  Sweeney, James L. (2007). "Caribs, Maroons, Jacobins, Brigands, and Sugar Barons: The Last Stand of the Black Caribs on St. Vincent", African Diaspora Archaeology Network, March 2007, retrieved 26 April 2007 http://www.diaspora.uiuc.edu/news0307/news0307-7.pdf （页面存档备份，存于）
7. 1 2  Pyle, David. "A volcanic retrospective: eruptions of the Soufrière, St Vincent". Retrieved 7 July 2019.
8. ↑  "The Commonwealth – St Vincent and the Grenadines". Retrieved 7 July 2019.
9. ↑  Falola & Heaton, A History of Nigeria (2008), "Chronology" (pp. xiii–xviii).
10. ↑  Griffiths, Ann (2020), Griffiths, Ann; Chattopadhyay, Rupak; Light, John; Stieren, Carl (eds.), "St. Kitts and Nevis (Federation of St. Kitts and Nevis)", The Forum of Federations Handbook of Federal Countries 2020, Cham: Springer International Publishing, pp. 301–314
11. ↑  "CIA World Factbook – St Vincent"